# Dasypolia
Dasypolia é um gênero de traça pertencente à família Arctiidae.